# Jean Talairach
Jean Talairach est un médecin psychiatre et neurochirurgien français, né le 15 janvier 1911 à Perpignan et mort le 15 mars 2007 à Paris 14e,.

## Biographie
Jean Talairach suit les pas de son cousin, le célèbre psychiatre Henri Ey, et se présente à l'internat des hôpitaux psychiatriques de la Seine avant de terminer son médicat des hôpitaux psychiatriques en 1945. Il y a suivi l'enseignement du Professeur Jean Delay, qui le nomma chef de clinique dans son service en 1944. Il en sort convaincu de l'existence de relations organiques entre les troubles neuropsychiques et les fonctions cérébrales.
Au début des années 40, il découvre également la neurochirurgie auprès du Professeur Marcel David, neurochirurgien dans le service du Dr Oberlin à l'hôpital Antoine-Chantin. Il s'intéresse alors aux possibilités thérapeutiques offertes par cette nouvelle discipline. Il devient bénévole à l'hôpital Antoine-Chantin en 1942, puis à l'hôpital Corentin-Celton, avant de devenir assistant à l'hôpital militaire du Val-de-Grâce, puis à l'hôpital Paul-Brousse. Il rejoint l'hôpital Sainte-Anne en tant que neurochirurgien adjoint en 1950. Il pratique entre autres la lobotomie bilatérale comme au Mans, avec Marcel David - quatre-vingt malades traitées entre 1949 et 1954 - ou encore à Lommelet, « dans des conditions étonnamment rudimentaires pour celui qui devait devenir le père de la stéréotaxie », écrit Gérard Blès, interne du docteur Paul Bernard en 1952 et témoin oculaire. En 1954, il met au point avec Tournoux un appareil stéréotaxique destiné à atteindre la loge hypophysaire par voie trans-sphénoïdale, que l'on désigne aujourd'hui sous son nom : le référentiel de Talairach.
Après 16 années à exercer la neurochirurgie classique, il se spécialise en neurochirurgie fonctionnelle stéréotaxique pour devenir chef de la section stéréotaxique du service du Professeur Marcel David à l'hôpital Saint-Anne, en 1958.
De 1942 à 1944, il a également contribué, avec son ami René Suttel, à cartographier le Grand réseau sud de Paris. Lors de l'Occupation de Paris, les deux étudiants en médecine participent activement à la Résistance par les carrières souterraines.

## Récompenses
- Prix de l'Académie de chirurgie - Prix Forgue-Baumetz pour le repérage stéréotaxique des structures encéphaliques sous-corticales (1952).
- Prix Laura-Mounier de Saderakis de l’Académie des sciences - Institut de France pour l’Atlas d'anatomie stéréotaxique des noyaux gris centraux (1958).
- Prix de l'Académie de médecine pour ses travaux sur la chirurgie stéréotaxique hypophysaire (1962).
- Prix mondial Nessim-Habif de l'université de Genève pour l'invention d'un appareil qui a fait faire de notables progrès à la chirurgie (1965).
- Médaille du service de santé.
- Chevalier de l'ordre de la Santé publique.
- Croix de guerre 1939-1945, croix de guerre (FFI) 1944.
- Chevalier de la Légion d'honneur à titre militaire.

## Ouvrages
- Les psychoses ovariennes (thèse Paris, 1950). Vigot Frères, Paris, 1950
- Atlas d'anatomie stéréotaxique. Masson, Paris, 1957, co-écrit par David M, Tournoux P et coll
- L'exploration chirurgicale stéréotaxique du lobe temporal dans l'épilepsie temporale. Masson, Paris, 1958, co-écrit par David M, Tournoux
- La stéréo-électro-encéphalographie dans l'épilepsie. Masson, Paris, 1964, co-écrit par Jean Bancaud.
- Exploration stéréotaxique du télencéphaIe. Atlas anatomoradiologique et technique chirurgicale. Masson, Paris, 1967, co-écrit par Szikla G et coll.
- La chirurgie de l’épilepsie. Encyclopédie médico-chirurgicale, 17700 D10, 9-1971, co-écrit par Bancaud J.
- Exploration stéréo-électro-encéphalographique des épilepsies. Handbook of Neurology, vol. 9-10, 1972, co-écrit par Bancaud J.
- Stereotaxic approach to epilepsy. In : Progress in Neurological Surgery. Karger-Basel, New-York 1972, co-écrit par Bancaud J.
- Electro-encéphalographie et stéréo-électro-encéphalographie dans les tumeurs cérébrales et l'épilepsie. Edifor, Paris, 1973, co-écrit par Bancaud J, Geier S, et Scarabin JM.
- Approche nouvelle de la neurochirurgie de l'épilepsie. Méthodologie stéréotaxique et résultats opératoires. Masson, Paris, 1974, co-écrit par Bancaud J et coll.
- Souvenirs des études stéréotaxiques du cerveau humain - Une vie, une équipe, une méthodologie : L'Ecole de Sainte-Anne. John Libbey , Paris, 2007, 131p, co-écrit par J, Devaux B (Postfacier).